# José Varela (football, 1988)
Pour les articles homonymes, voir José Varela.
José Varela, nom complet José Pablo Varela Rebollo, né le 29 mai 1988 à Florida en Uruguay, est un footballeur uruguayen évoluant au poste d'ailier droit.

## Biographie
Le 2 mai 2010, il inscrit un doublé dans le championnat d'Uruguay avec le Club Atlético Atenas, lors d'un match contre le Club Atlético Peñarol (défaite 3-2). Puis, le 20 mars 2016, il inscrit à nouveau un doublé au sein de ce même championnat, lors d'un match opposant le Club Atlético Juventud aux Montevideo Wanderers (match nul 3-3).
Il participe avec le Club Atlético Rentistas et le Club Atlético Juventud à la Copa Sudamericana.